# Copa del Generalíssim de futbol 1972-73
La Copa del Generalíssim de futbol de 1972/73 (anomenada oficialment Copa del Generalísimo en castellà) fou la 34a edició de la competició i la 69ena si tenim en compte els diferents noms que ha rebut la Copa d'Espanya des de la seva creació. Hi participaren un total de 112 equips, tots els de Primera i Segona divisions a més de 74 de Tercera. L'Athletic Club va obtenir el seu 22è títol de Copa, mentre que el CE Castelló va disputar la seva primera i fins ara única final.
A les dues primeres rondes s'enfrontaren els 74 equips de Tercera Divisió entre ells, fins que van quedar els vint que passarien a la tercera ronda. A aquesta eliminatòria ja entraren els 20 conjunts de Segona Divisió. Els equips de Primera començaren a jugar des dels setzens de final, excepte el Reial Madrid (actual campió de Lliga) i l'Athletic Club, Burgos CF i Celta de Vigo, afavorits pel sorteig, els quals entraren als quarts de final.
Va ser una edició amb prou sorpreses. Als vuitens de final varen ser eliminats el FC Barcelona, el València CF i el Reial Madrid, protagonistes de les dues darreres finals. A les semifinals va arribar l'Athletic Club com a únic equip gran. CE Castelló, Sporting de Gijón i CD Málaga, els altres semifinalistes, no havien disputat fins llavors mai una final de Copa en les seves setanta-dues edicions. Finalment, els biscaïns van complir els pronòstics i es col·locaren a la final juntament amb els castellonencs, els quals no varen encaixar cap gol a Castàlia en tota la competició. Tots dos equips s'enfrontaren el 23 de juny de 1973 a l'estadi Vicente Calderón de Madrid. El partit va finalitzar amb l'esmentada victòria del rei de copes per dos gols a zero. Iñaki Sáez, capità dels bascos, va alçar el trofeu de campions.

## Primera ronda
Anada: 20 de setembre de 1972
Tornada: 4 d'octubre de 1972
| Equip 1             | Global  | Equip 2                   | Anada | Tornada |
| ------------------- | ------- | ------------------------- | ----- | ------- |
| Gran Peña FC        | 2-4     | CD Ourense                | 1-0   | 1-4     |
| Racing de Ferrol    | 1-1     | SD Compostela             | 1-1   | 0-0     |
| CD Ensidesa         | 3-3(pp) | UP Langreo                | 2-1   | 1-2     |
| SD Laredo           | 3-2     | SD Ponferradina           | 2-0   | 1-2     |
| CD Béjar Industrial | 0-3     | CF Palencia               | 0-2   | 0-1     |
| Zamora CF           | 0-4     | UD Salamanca              | 0-1   | 0-3     |
| Sestao SC           | 3-2     | CD Mirandés               | 1-1   | 2-1     |
| UD Arechavaleta     | 5-3     | CD Baskonia               | 2-1   | 3-2     |
| SD Eibar            | 1-0     | CD Getxo                  | 1-0   | 0-0     |
| SD Llodio           | 0-4     | Deportivo Alavés          | 0-2   | 0-2     |
| Bilbao Athletic     | 5-4     | Osasuna Promesas          | 3-1   | 2-3     |
| UDC Chantrea        | 4-3     | Gimnástica de Torrelavega | 2-3   | 2-0     |
| Girona FC           | 2-1     | CD Tudelano               | 2-0   | 0-1     |
| CE Europa           | 4-7     | Terrassa FC               | 4-2   | 0-5     |
| Calella CF          | 3-2     | CD Masnou                 | 1-1   | 2-1     |
| UE Lleida           | 2-2     | SD Huesca                 | 1-0   | 1-2     |
| CD Tortosa          | 2-3     | Vila-real CF              | 1-0   | 1-3     |
| UE Poblera          | 1-2     | SE Eivissa-Ibiza          | 1-2   | 0-0     |
| Atlètic Ciutadella  | 2-1     | CE Atlètic Balears        | 0-0   | 2-1     |
| CE Eldenc           | 3-3     | CD Alcoià                 | 1-1   | 2-2     |
| Olímpic de Xàtiva   | 2-2     | Algemesí CF               | 2-1   | 0-1     |
| CD Acero            | 2-7     | Cartagena CF              | 2-1   | 0-6     |
| Ontinyent CF        | 3-3     | Hellín Deportivo          | 2-2   | 1-1     |
| Calvo Sotelo CF     | 1-2     | CF Valdepeñas             | 1-0   | 0-2     |
| CD Moscardó         | 1-2     | Llevant UD                | 0-0   | 1-2     |
| Vinaròs CF          | 3-2     | Atlético Madrileño        | 2-1   | 1-1     |
| Getafe CF           | 3-4     | AD Torrejón               | 1-2   | 2-2     |
| CD Badajoz          | 5-4     | Castella                  | 4-1   | 1-3     |
| Sevilla Atlético    | 0-6     | RC Portuense              | 0-3   | 0-3     |
| CD San Fernando     | 1-3     | Recreativo de Huelva      | 0-2   | 0-1     |
| Real Jaén           | 0-1     | CD Linares                | 0-0   | 0-1     |
| AD Almería          | 7-2     | Atlético Malagueño        | 3-0   | 4-2     |
| RB Linense          | 2-1     | Melilla CF                | 1-0   | 1-1     |
| CA O´Donell         | 1-8     | AD Ceuta                  | 1-2   | 0-6     |

## Segona ronda
Anada: 1 de novembre de 1972
Tornada: 15 de novembre de 1972
| Equip 1          | Global | Equip 2              | Anada | Tornada |
| ---------------- | ------ | -------------------- | ----- | ------- |
| CD Ourense       | 3-2    | SD Compostela        | 2-0   | 1-2     |
| Caudal Deportivo | 1-2    | UP Langreo           | 1-1   | 0-1     |
| Sestao SC        | 1-0    | SD Laredo            | 1-0   | 0-0     |
| UD Arechavaleta  | 4-3    | SD Eibar             | 2-1   | 2-2     |
| UCD Chantrea     | 2-3    | Bilbao Athletic      | 1-1   | 1-2     |
| Deportivo Alavés | 2-1    | UD Salamanca         | 2-1   | 0-0     |
| CD Pegaso        | 3-1    | CF Palencia          | 0-0   | 1-3     |
| AD Torrejón      | 0-4    | Cartagena FC         | 0-0   | 0-4     |
| Terrassa FC      | 3-2    | UE Lleida            | 2-1   | 1-1     |
| Girona FC        | 0-1    | FC Calella           | 0-1   | 0-0     |
| SE Eivissa-Ibiza | 1-1    | CE Júpiter           | 0-0   | 1-1     |
| CD Menorca       | 1-4    | Atlètic Ciutadella   | 1-0   | 0-4     |
| CE Eldenc        | 2-3    | Vila-real CF         | 2-0   | 0-3     |
| Algemesí CF      | 1-4    | Llevant UD           | 0-3   | 1-1     |
| Vinaròs CF       | 2-0    | Hellín D             | 2-0   | 0-0     |
| CF Extremadura   | 5-6    | CF Valdepeñas        | 3-2   | 2-4     |
| CD Badajoz       | 4-3    | Jerez CF             | 3-1   | 1-2     |
| RC Portuense     | 1-2    | Recreativo de Huelva | 1-0   | 0-2     |
| Linares CF       | 4-2    | AD Almería           | 3-0   | 1-2     |
| RB Linense       | 0-3    | AD Ceuta             | 0-0   | 0-3     |

## Tercera ronda
Anada 6 de desembre de 1972
Tornada 20 de desembre de 1972
| Equip 1            | Global | Equip 2              | Anada | Tornada |
| ------------------ | ------ | -------------------- | ----- | ------- |
| Deportivo Alavés   | 1-4    | Elx CF               | 1-0   | 0-4     |
| Barakaldo CF       | 1-1    | Linares CF           | 0-0   | 1-1     |
| Bilbao Athletic    | 2-3    | Cadis CF             | 1-1   | 1-2     |
| FC Calella         | 3-4    | Reial Valladolid     | 2-1   | 1-3     |
| Atlètic Ciutadella | 2-3    | UE Sant Andreu       | 1-1   | 1-2     |
| Hèrcules CF        | 4-3    | AD Ceuta             | 3-0   | 1-3     |
| SE Eivissa-Ibiza   | 2-6    | Cultural Leonesa     | 0-1   | 2-5     |
| Llevant UD         | 2-4    | RCD Mallorca         | 2-2   | 0-2     |
| Reial Múrcia       | 1-3    | Cartagena FC         | 1-0   | 0-3     |
| CD Ourense         | 4-3    | Córdoba CF           | 3-0   | 1-3     |
| CA Osasuna         | 1-1    | Recreativo de Huelva | 1-1   | 0-0     |
| CD Pegaso          | 2-4    | Nàstic de Tarragona  | 1-2   | 1-2     |
| Pontevedra CF      | 2-0    | UD Arechavaleta      | 2-0   | 0-0     |
| Rayo Vallecano     | 3-1    | CD Badajoz           | 1-0   | 2-1     |
| CE Sabadell        | 2-1    | UP Langreo           | 1-0   | 1-1     |
| Sestao SC          | 3-4    | Sevilla FC           | 3-2   | 0-2     |
| CD Tenerife        | 5-2    | Terrassa FC          | 3-0   | 2-2     |
| CF Valdepeñas      | 2-1    | València Mestalla    | 1-0   | 1-1     |
| Vila-real CF       | 2-3    | CD Logroñés          | 2-0   | 0-3     |
| Vinaròs CF         | 2-5    | Racing de Santander  | 1-1   | 1-4     |

## Quarta ronda
Anada 10 de gener de 1973
Tornada 24 de gener de 1973
| Equip 1             | Global | Equip 2              | Anada | Tornada |
| ------------------- | ------ | -------------------- | ----- | ------- |
| Cadis CF            | 2-3    | CD Logroñés          | 2-2   | 0-1     |
| FC Cartagena        | 0-2    | CE Sabadell          | 0-2   | 0-0     |
| Nàstic de Tarragona | 2-6    | Barakaldo CF         | 2-0   | 0-6     |
| Cultural Leonesa    | 2-3    | Hèrcules CF          | 2-0   | 0-3     |
| RCD Mallorca        | 2-3    | UE Sant Andreu       | 1-1   | 1-2     |
| Pontevedra CF       | 2-3    | Recreativo de Huelva | 2-2   | 0-1     |
| Racing de Santander | 2-3    | Sevilla FC           | 1-0   | 1-3     |
| CD Tenerife         | 5-6    | CD Ourense           | 3-1   | 2-5     |
| CF Valdepeñas       | 1-2    | Rayo Vallecano       | 0-0   | 1-2     |
| Reial Valladolid    | 4-1    | Elx CF               | 3-0   | 1-1     |

## Setzens de final
Anada 7 de febrer de 1973
Tornada 28 de febrer de 1973
| Equip 1              | Global  | Equip 2          | Anada | Tornada |
| -------------------- | ------- | ---------------- | ----- | ------- |
| Atlètic de Madrid    | 1-2     | RCD Espanyol     | 1-0   | 0-2     |
| Barakaldo CF         | 2-4     | Reial Oviedo     | 2-1   | 0-3     |
| CE Castelló          | 5-1     | Reial Valladolid | 5-0   | 0-1     |
| Deportivo La Coruña  | 5-1     | Hèrcules CF      | 3-1   | 2-0     |
| Granada CF           | 3-2     | CD Logroñés      | 1-1   | 2-1     |
| Recreativo de Huelva | 0-2     | FC Barcelona     | 0-0   | 0-2     |
| UD Las Palmas        | 0-3     | CD Málaga        | 0-2   | 0-1     |
| Rayo Vallecano       | 1-4     | València CF      | 0-1   | 1-3     |
| Reial Societat       | 4-7     | CD Ourense       | 1-3   | 3-4     |
| UE Sant Andreu       | 1-1(pp) | Reial Betis      | 1-0   | 0-1     |
| Sevilla FC           | 3-2     | Reial Saragossa  | 1-0   | 2-2     |
| Sporting de Gijón    | 7-2     | CE Sabadell      | 5-1   | 2-1     |

## Vuitens de final
Anada 26 i 27 de maig de 1973
Tornada 2 i 3 de juny de 1973
| Equip 1           | Global | Equip 2             | Anada | Tornada |
| ----------------- | ------ | ------------------- | ----- | ------- |
| Athletic Club     | 2-1    | Reial Oviedo        | 2-0   | 0-1     |
| Reial Betis       | 4-3    | Burgos CF           | 2-1   | 2-2     |
| CE Castelló       | 1-0    | València CF         | 0-0   | 1-0     |
| RCD Espanyol      | 2-2    | Deportivo La Coruña | 1-2   | 1-0     |
| CD Málaga         | 2-0    | Celta de Vigo       | 2-0   | 0-0     |
| CD Ourense        | 2-4    | Granada CF          | 1-1   | 1-3     |
| Sevilla FC        | 4-2    | FC Barcelona        | 3-1   | 1-1     |
| Sporting de Gijón | 2-1    | Reial Madrid        | 1-0   | 1-1     |

## Quarts de final
Anada: 9 i 10 de juny de 1973
Tornada: 13 de juny de 1973
| Equip 1             | Global | Equip 2           | Anada | Tornada |
| ------------------- | ------ | ----------------- | ----- | ------- |
| CE Castelló         | 4-2    | Reial Betis       | 4-0   | 0-2     |
| Deportivo La Coruña | 0-4    | CD Málaga         | 0-2   | 0-2     |
| Granada CF          | 1-4    | Sporting de Gijón | 1-1   | 0-3     |
| Sevilla FC          | 2-5    | Athletic Club     | 0-0   | 2-5     |

## Semifinals
Anada: 16 i 17 de juny de 1973
Tornada: 23 de juny de 1973
| Equip 1       | Global | Equip 2           | Anada | Tornada |
| ------------- | ------ | ----------------- | ----- | ------- |
| Athletic Club | 3-1    | CD Málaga         | 2-1   | 1-0     |
| CE Castelló   | 3-0    | Sporting de Gijón | 2-0   | 1-0     |

## Final
| Athletic Club             | 2 – 0 | CE Castelló |
| ------------------------- | ----- | ----------- |
| Arrieta 26' · Zubiaga 54' |       |             |

| ATHLETIC DE BILBAO: |     |                |  |     |
|                     |     |                |  |     |
|                     | POR | Iríbar         |  |     |
|                     | DEF | Iñaki Sáez (C) |  |     |
|                     | DEF | Larrauri       |  |     |
|                     | DEF | Zubiaga        |  | 72' |
|                     | MIG | Guisasola      |  |     |
|                     | MIG | Rojo II        |  |     |
|                     | MIG | Lasa           |  |     |
|                     | MIG | Villar         |  |     |
|                     | DAV | Arrieta        |  | 73' |
|                     | DAV | Urriarte       |  |     |
|                     | DAV | Txetxu Rojo    |  |     |
| Banqueta:           |     |                |  |     |
|                     | DEF | Aranguren      |  | 72' |
|                     | DAV | Carlos         |  | 73' |
| Entrenador:         |     |                |  |     |
| Milorad Pavić       |     |                |  |     |

| CD CASTELLÓ:  |     |            |           |     |
|               |     |            |           |     |
|               | POR | Corral     |           |     |
|               | DEF | Figueirido |           |     |
|               | DEF | Cela (C)   |           |     |
|               | DEF | Babiloni   |           |     |
|               | MIG | Ferrer     | Amonestat | 77' |
|               | MIG | Óscar      |           |     |
|               | MIG | Del Bosque |           |     |
|               | MIG | Planelles  |           |     |
|               | DAV | Tonín      |           |     |
|               | DAV | Clares     |           | 46' |
|               | DAV | Félix      |           |     |
| Banqueta:     |     |            |           |     |
|               | DAV | Ortuño     |           | 46' |
|               | MIG | Cayuela    |           | 77' |
| Entrenador:   |     |            |           |     |
| Lucien Müller |     |            |           |     |

## Campió
| Campions de la Copa d'Espanya 1972-73 |
| ------------------------------------- |
| · Athletic Club · 22è títol           |